# Atletismo nos Jogos Olímpicos de Verão de 2016 - 200 m masculino

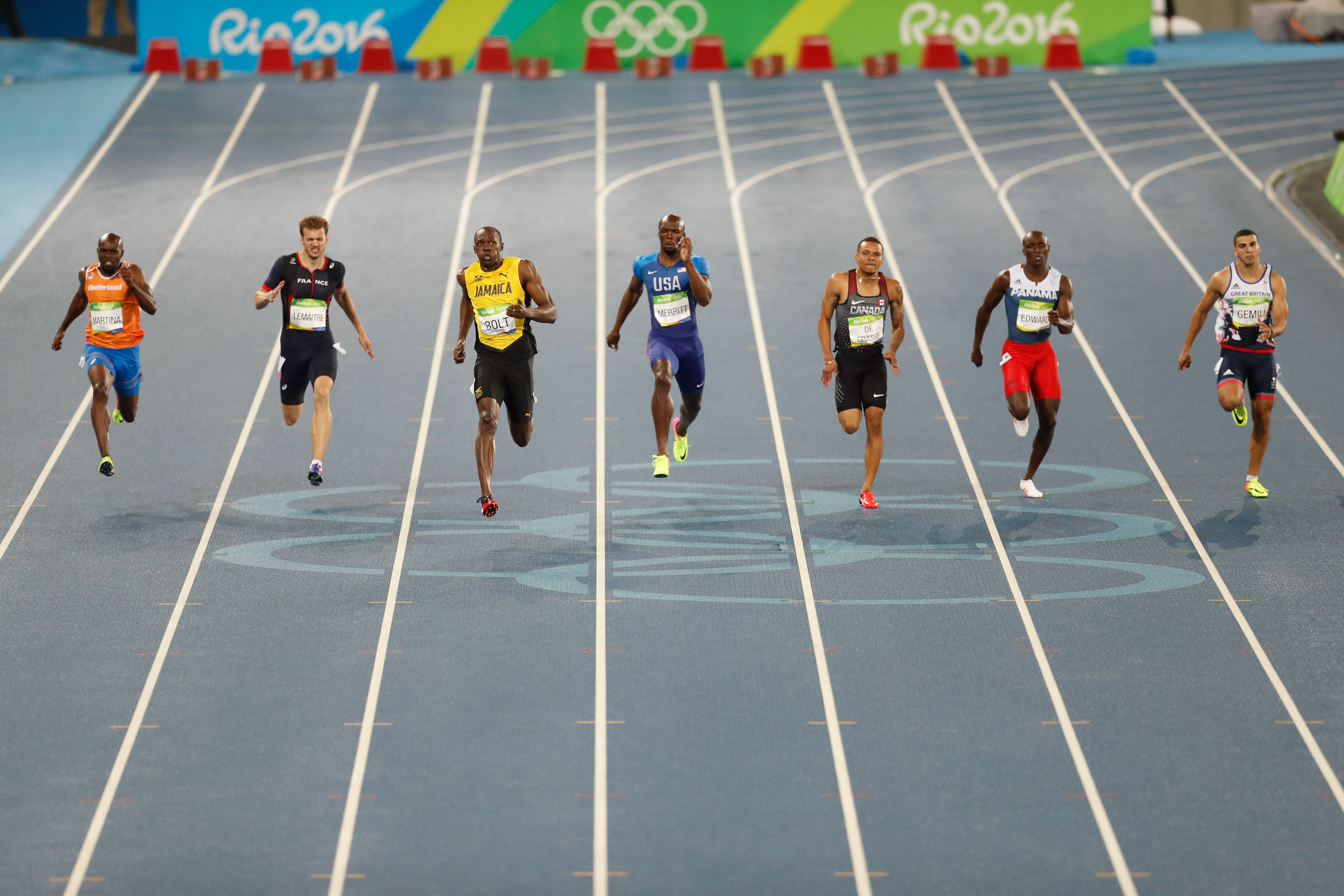
Atletas durante os últimos metros da final da prova.

A competição dos 200 metros rasos masculino do atletismo nos Jogos Olímpicos de Verão de 2016 aconteceu entre os dias 16 e 18 de agosto no Estádio Olímpico. 

## Calendário
Horário local (UTC-3).
| Data                         | Horário | Fase          |
| ---------------------------- | ------- | ------------- |
| Terça, 16 de agosto de 2016  | 11:50   | Eliminatórias |
| Quarta, 17 de agosto de 2016 | 22:00   | Semifinais    |
| Quinta, 18 de agosto de 2016 | 22:30   | Final         |

## Medalhistas
| Ouro   | JAM Usain Bolt          |
| Prata  | CAN Andre De Grasse     |
| Bronze | FRA Christophe Lemaitre |

## Recordes
Antes desta competição, os recordes mundiais e olímpicos da prova eram os seguintes:
| Tipo | Atleta     | Tempo   | Local  | Data                 |
| ---- | ---------- | ------- | ------ | -------------------- |
|      | Usain Bolt | 19,19 s | Berlim | 20 de agosto de 2009 |
|      | Usain Bolt | 19,30 s | Pequim | 20 de agosto de 2008 |

## Resultados

### Eliminatórias
Qualificação: Os primeiros 2 em cada bateria (Q) e os quatro mais rápidos (q) avançam para as semifinais.  

#### Bateria 1
| Pos. | Raia | Atleta                      | CON              | Reação          | Tempo | Notas                |
| ---- | ---- | --------------------------- | ---------------- | --------------- | ----- | -------------------- |
| 1    | 6    | Alonso Edward               | PAN Panamá       | 0.137           | 20.19 | Q                    |
| 2    | 2    | Daniel Talbot               | GBR Grã-Bretanha | 0.143           | 20.27 | Q,                   |
| 3    | 8    | Lykourgos-Stefanos Tsakonas | GRE Grécia       | 0.161           | 20.31 | q,                   |
| 4    | 7    | Femi Ogunode                | QAT Catar        | 0.167           | 20.36 |                      |
| 5    | 3    | Jeremy Dodson               | SAM Samoa        | 0.144           | 20.51 |                      |
| 6    | 4    | Jak Ali Harvey              | TUR Turquia      | 0.139           | 20.58 | Recorde da temporada |
| 7    | 5    | Mosito Lehata               | LES Lesoto       | 0.162           | 20.65 | Recorde da temporada |
| –    | 1    | Demetrius Pinder            | BAH Bahamas      | —               | DSQ   | R 162.7              |
|      |      |                             |                  | Vento: +0.7 m/s |       |                      |

#### Bateria 2

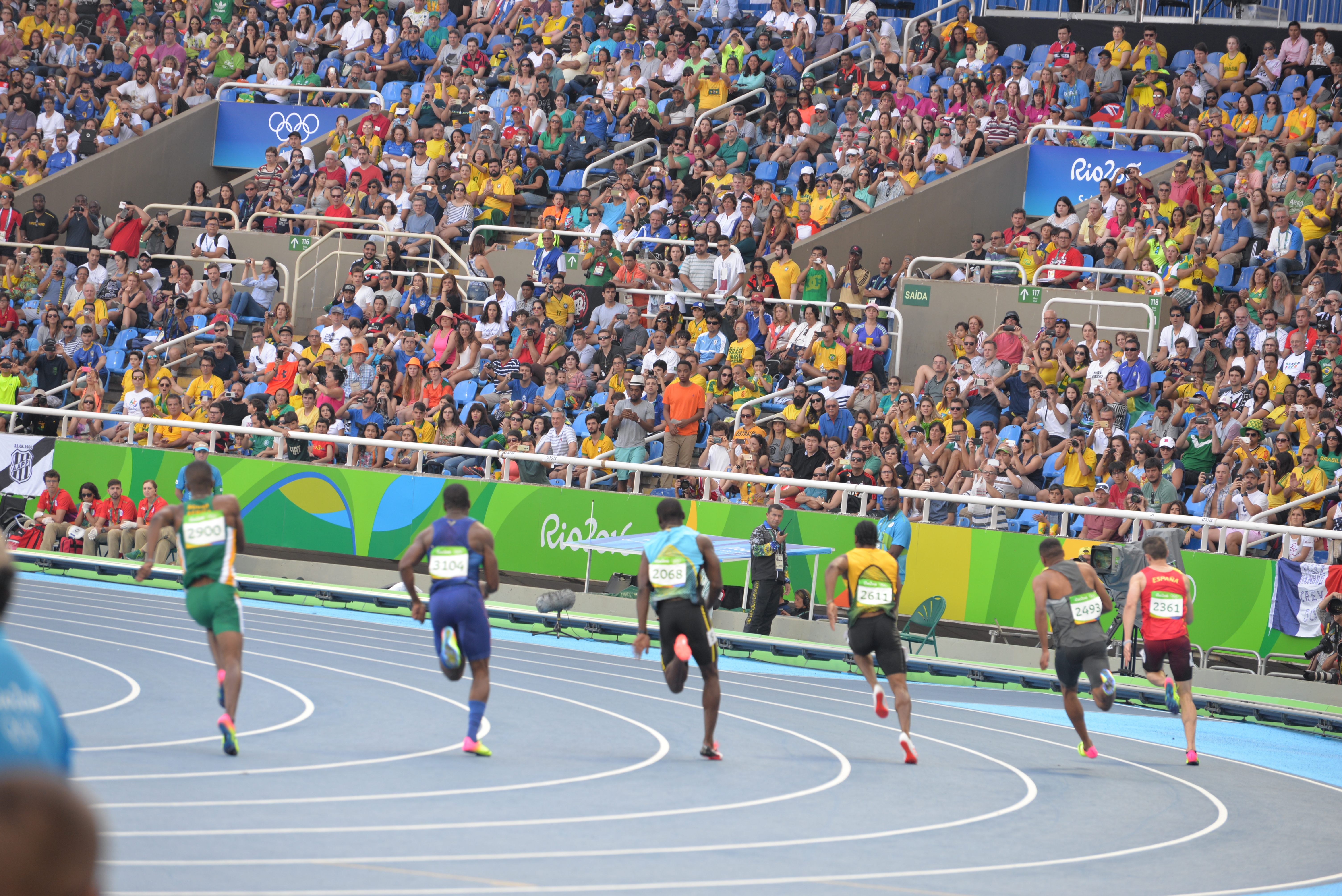
Disputa da bateria 2.

| Pos. | Raia | Atleta           | CON                | Reação          | Tempo | Notas                |
| ---- | ---- | ---------------- | ------------------ | --------------- | ----- | -------------------- |
| 1    | 8    | Bruno Hortelano  | ESP Espanha        | 0.161           | 20.12 | Q,                   |
| 2    | 6    | Yohan Blake      | JAM Jamaica        | 0.166           | 20.13 | Q,                   |
| 3    | 4    | Ameer Webb       | USA Estados Unidos | 0.157           | 20.31 | q                    |
| 4    | 3    | Anaso Jobodwana  | RSA África do Sul  | 0.175           | 20.53 |                      |
| 5    | 7    | Robin Erewa      | GER Alemanha       | 0.197           | 20.61 |                      |
| 6    | 2    | Emmanuel Dasor   | GHA Gana           | 0.164           | 20.65 |                      |
| 7    | 5    | Shavez Hart      | BAH Bahamas        | 0.151           | 20.74 | Recorde da temporada |
| 8    | 1    | Bernardo Baloyes | COL Colômbia       | 0.200           | 20.78 |                      |
|      |      |                  |                    | Vento: −0.2 m/s |       |                      |

#### Bateria 3
| Pos. | Raia | Atleta             | CON             | Reação          | Tempo | Notas            |
| ---- | ---- | ------------------ | --------------- | --------------- | ----- | ---------------- |
| 1    | 5    | Salem Eid Yaqoob   | BRN Bahrein     | 0.167           | 20.19 | Q,               |
| 2    | 6    | Ramil Guliyev      | TUR Turquia     | 0.148           | 20.23 | Q,               |
| 3    | 2    | Aaron Brown        | CAN Canadá      | 0.127           | 20.23 | q                |
| 4    | 3    | Shōta Iizuka       | JPN Japão       | 0.163           | 20.49 |                  |
| 5    | 8    | Emmanuel Matadi    | LBR Libéria     | 0.219           | 20.49 | Recorde nacional |
| 6    | 4    | Sibusiso Matsenjwa | SWZ Suazilândia | 0.196           | 20.63 | Recorde nacional |
| 7    | 7    | Levi Cadogan       | BAR Barbados    | 0.186           | 21.02 |                  |
| 8    | 1    | Tega Odele         | NGR Nigéria     | 0.130           | 21.25 |                  |
|      |      |                    |                 | Vento: +0.3 m/s |       |                  |

#### Bateria 4
| Pos. | Raia | Atleta              | CON                   | Reação         | Tempo | Notas |
| ---- | ---- | ------------------- | --------------------- | -------------- | ----- | ----- |
| 1    | 3    | José Carlos Herrera | MEX México            | 0.143          | 20.29 | Q     |
| 2    | 8    | Roberto Skyers      | CUB Cuba              | 0.149          | 20.44 | Q     |
| 3    | 6    | Jorge Vides         | BRA Brasil            | 0.176          | 20.50 |       |
| 4    | 4    | Tlotliso Leotlela   | RSA África do Sul     | 0.161          | 20.59 |       |
| 5    | 1    | Eseosa Desalu       | ITA Itália            | 0.130          | 20.65 |       |
| 6    | 7    | Teray Smith         | BAH Bahamas           | 0.175          | 20.66 |       |
| 7    | 2    | Didier Kiki         | BEN Benim             | 0.152          | 22.27 |       |
| –    | 5    | Miguel Francis      | ANT Antígua e Barbuda | —              | DNS   |       |
|      |      |                     |                       | Vento: 0.0 m/s |       |       |

#### Bateria 5
| Pos. | Raia | Atleta               | CON                      | Reação          | Tempo | Notas |
| ---- | ---- | -------------------- | ------------------------ | --------------- | ----- | ----- |
| 1    | 4    | Justin Gatlin        | USA Estados Unidos       | 0.154           | 20.42 | Q     |
| 2    | 6    | Matteo Galvan        | ITA Itália               | 0.171           | 20.58 | Q     |
| 3    | 5    | Ramon Gittens        | BAR Barbados             | 0.144           | 20.58 |       |
| 4    | 2    | Serhiy Smelyk        | UKR Ucrânia              | 0.182           | 20.66 |       |
| 5    | 7    | Aleixo-Platini Menga | GER Alemanha             | 0.136           | 20.80 |       |
| 6    | 8    | Kenji Fujimitsu      | JPN Japão                | 0.159           | 20.86 |       |
| 7    | 3    | Yancarlos Martínez   | DOM República Dominicana | 0.132           | 22.97 |       |
|      |      |                      |                          | Vento: –1.5 m/s |       |       |

#### Bateria 6
| Pos. | Raia | Atleta           | CON                  | Reação          | Tempo | Notas |
| ---- | ---- | ---------------- | -------------------- | --------------- | ----- | ----- |
| 1    | 5    | Nickel Ashmeade  | JAM Jamaica          | 0.124           | 20.15 | Q     |
| 2    | 2    | Adam Gemili      | GBR Grã-Bretanha     | 0.153           | 20.20 | Q     |
| 3    | 8    | Clarence Munyai  | RSA África do Sul    | 0.148           | 20.66 |       |
| 4    | 4    | Burkheart Ellis  | BAR Barbados         | 0.186           | 20.74 |       |
| 5    | 1    | Alex Hartmann    | AUS Austrália        | 0.169           | 21.02 |       |
| 6    | 7    | Tatenda Tsumba   | ZIM Zimbabwe         | 0.159           | 21.04 |       |
| 7    | 6    | Rolando Palacios | HON Honduras         | 0.187           | 21.32 |       |
| 8    | 3    | Theo Piniau      | PNG Papua-Nova Guiné | 0.175           | 22.14 |       |
|      |      |                  |                      | Vento: +0.4 m/s |       |       |

#### Bateria 7
| Pos. | Raia | Atleta                | CON               | Reação          | Tempo | Notas |
| ---- | ---- | --------------------- | ----------------- | --------------- | ----- | ----- |
| 1    | 8    | Nery Brenes           | CRC Costa Rica    | 0.178           | 20.20 | Q ,   |
| 2    | 3    | Churandy Martina      | NED Países Baixos | 0.150           | 20.29 | Q     |
| 3    | 4    | Brendon Rodney        | CAN Canadá        | 0.169           | 20.34 |       |
| 4    | 6    | Davide Manenti        | ITA Itália        | 0.145           | 20.51 |       |
| 5    | 7    | Adama Jammeh          | GAM Gâmbia        | 0.182           | 20.55 |       |
| 6    | 5    | Harold Houston        | BER Bermudas      | 0.117           | 20.85 |       |
| 7    | 1    | Fabrice Dabla         | TOG Togo          | 0.156           | 21.63 |       |
| –    | 2    | Mike Mokamba Nyang'au | KEN Quênia        | —               | DNS   |       |
|      |      |                       |                   | Vento: +0.2 m/s |       |       |

#### Bateria 8

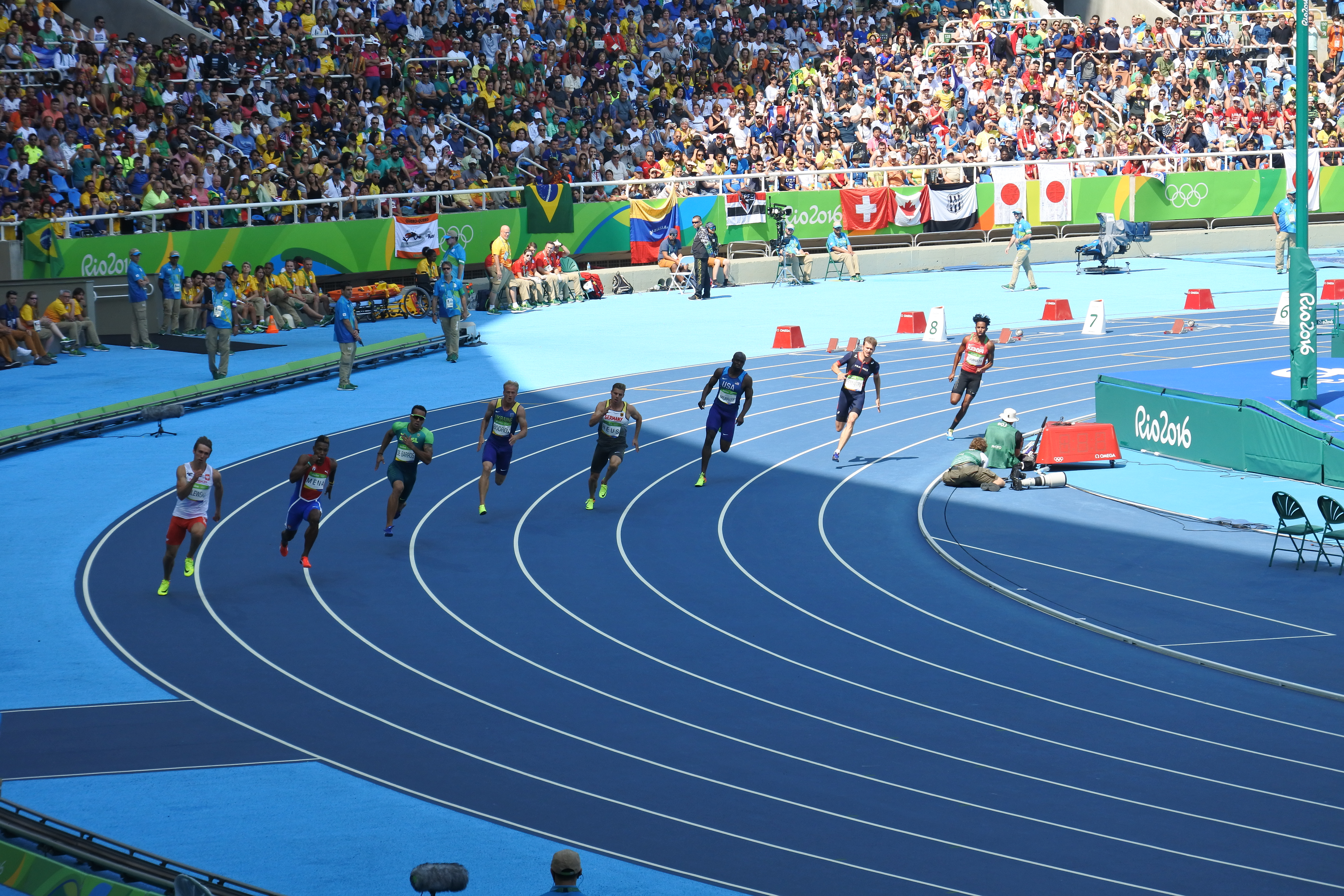
Disputa da bateria 8.

| Pos. | Raia | Atleta              | CON                | Reação          | Tempo | Notas                |
| ---- | ---- | ------------------- | ------------------ | --------------- | ----- | -------------------- |
| 1    | 3    | LaShawn Merritt     | USA Estados Unidos | 0.162           | 20.15 | Q                    |
| 2    | 2    | Christophe Lemaitre | FRA França         | 0.171           | 20.28 | Q                    |
| 3    | 4    | Julian Reus         | GER Alemanha       | 0.138           | 20.39 | Recorde da temporada |
| 4    | 7    | Reynier Mena        | CUB Cuba           | 0.123           | 20.42 |                      |
| 5    | 8    | Karol Zalewski      | POL Polônia        | 0.151           | 20.54 |                      |
| 6    | 6    | Bruno de Barros     | BRA Brasil         | 0.154           | 20.59 |                      |
| 7    | 5    | Ihor Bodrov         | UKR Ucrânia        | 0.180           | 20.86 |                      |
| 8    | 1    | Carvin Nkanata      | KEN Quênia         | 0.213           | 21.43 |                      |
|      |      |                     |                    | Vento: +0.4 m/s |       |                      |

#### Bateria 9
| Pos. | Raia | Atleta                | CON                   | Reação          | Tempo | Notas                |
| ---- | ---- | --------------------- | --------------------- | --------------- | ----- | -------------------- |
| 1    | 5    | Usain Bolt            | JAM Jamaica           | 0.177           | 20.28 | Q                    |
| 2    | 8    | Ejowvokoghene Oduduru | NGR Nigéria           | 0.141           | 20.34 | Q ,                  |
| 3    | 3    | Solomon Bockarie      | NED Países Baixos     | 0.136           | 20.42 | Recorde da temporada |
| 4    | 7    | Kyle Greaux           | TTO Trinidad e Tobago | 0.147           | 20.61 | Recorde da temporada |
| 5    | 4    | Jonathan Borlée       | BEL Bélgica           | 0.162           | 20.64 |                      |
| 6    | 2    | Kei Takase            | JPN Japão             | 0.153           | 20.71 |                      |
| 7    | 1    | Ahmed Ali             | SUD Sudão             | 0.153           | 20.78 |                      |
| 7    | 6    | Jaysuma Saidy Ndure   | NOR Noruega           | 0.150           | 20.78 |                      |
|      |      |                       |                       | Vento: +0.6 m/s |       |                      |

#### Bateria 10
| Pos. | Raia | Atleta                   | CON                       | Reação          | Tempo | Notas                |
| ---- | ---- | ------------------------ | ------------------------- | --------------- | ----- | -------------------- |
| 1    | 5    | Andre De Grasse          | CAN Canadá                | 0.137           | 20.09 | Q ,                  |
| 2    | 1    | Nethaneel Mitchell-Blake | GBR Grã-Bretanha          | 0.146           | 20.24 | Q                    |
| 3    | 7    | Rondel Sorrillo          | TTO Trinidad e Tobago     | 0.124           | 20.27 | q,                   |
| 4    | 8    | Hua Wilfried Koffi       | CIV Costa do Marfim       | 0.159           | 20.48 | Recorde da temporada |
| 5    | 6    | Antoine Adams            | SKN São Cristóvão e Neves | 0.141           | 20.49 |                      |
| 6    | 3    | Stanly del Carmen        | DOM República Dominicana  | 0.133           | 20.55 |                      |
| 7    | 2    | Aldemir da Silva Júnior  | BRA Brasil                | 0.144           | 20.80 |                      |
| 8    | 4    | Brandon Jones            | BIZ Belize                | 0.160           | 21.49 | Recorde da temporada |
|      |      |                          |                           | Vento: +1.0 m/s |       |                      |

### Semifinais
Qualificação: 2 primeiros de cada bateira (Q), mais os 2 melhores tempos (q) foram classificados a final. 

#### Semifinal 1
| Pos. | Raia | Atleta              | CON                   | Reação          | Tempo | Notas           |
| ---- | ---- | ------------------- | --------------------- | --------------- | ----- | --------------- |
| 1    | 6    | LaShawn Merritt     | USA Estados Unidos    | 0.166           | 19.94 | Q               |
| 2    | 8    | Christophe Lemaitre | FRA França            | 0.125           | 20.01 | Q,              |
| 3    | 7    | Daniel Talbot       | GBR Grã-Bretanha      | 0.153           | 20.25 | Recorde pessoal |
| 4    | 4    | Nickel Ashmeade     | JAM Jamaica           | 0.134           | 20.31 |                 |
| 5    | 1    | Rondel Sorrillo     | TTO Trinidad e Tobago | 0.132           | 20.33 |                 |
| 6    | 3    | Nery Brenes         | CRC Costa Rica        | 0.165           | 20.33 |                 |
| 7    | 2    | Aaron Brown         | CAN Canadá            | 0.173           | 20.37 |                 |
| 8    | 5    | José Carlos Herrera | MEX México            | 0.150           | 20.48 |                 |
|      |      |                     |                       | Vento: −0.4 m/s |       |                 |

#### Semifinal 2
| Pos. | Raia | Atleta                | CON                | Reação          | Tempo | Notas |
| ---- | ---- | --------------------- | ------------------ | --------------- | ----- | ----- |
| 1    | 4    | Usain Bolt            | JAM Jamaica        | 0.156           | 19.78 | Q,    |
| 2    | 5    | Andre De Grasse       | CAN Canadá         | 0.130           | 19.80 | Q,    |
| 3    | 6    | Adam Gemili           | GBR Grã-Bretanha   | 0.142           | 20.08 | q     |
| 4    | 8    | Ramil Guliyev         | TUR Turquia        | 0.157           | 20.09 | q,    |
| 5    | 2    | Ameer Webb            | USA Estados Unidos | 0.192           | 20.43 |       |
| 5    | 3    | Salem Eid Yaqoob      | BRN Bahrein        | 0.143           | 20.43 |       |
| 7    | 7    | Ejowvokoghene Oduduru | NGR Nigéria        | 0.147           | 20.59 |       |
| 8    | 1    | Roberto Skyers        | CUB Cuba           | 0.156           | 20.60 |       |
|      |      |                       |                    | Vento: −0.3 m/s |       |       |

#### Semifinal 3
| Pos. | Raia | Atleta                      | CON                | Reação          | Tempo | Notas |
| ---- | ---- | --------------------------- | ------------------ | --------------- | ----- | ----- |
| 1    | 5    | Alonso Edward               | PAN Panamá         | 0.140           | 20.07 | Q     |
| 2    | 8    | Churandy Martina            | NED Países Baixos  | 0.147           | 20.10 | Q,    |
| 3    | 2    | Justin Gatlin               | USA Estados Unidos | 0.137           | 20.13 |       |
| 4    | 4    | Bruno Hortelano             | ESP Espanha        | 0.142           | 20.16 |       |
| 5    | 7    | Nethaneel Mitchell-Blake    | GBR Grã-Bretanha   | 0.196           | 20.25 |       |
| 6    | 6    | Yohan Blake                 | JAM Jamaica        | 0.151           | 20.37 |       |
| 7    | 1    | Lykourgos-Stefanos Tsakonas | GRE Grécia         | 0.159           | 20.63 |       |
| 8    | 3    | Matteo Galvan               | ITA Itália         | 0.149           | 20.88 |       |
|      |      |                             |                    | Vento: −0.2 m/s |       |       |

### Final
| Pos.              | Raia | Atleta              | CON                | Reação          | Tempo | Notas                |
| ----------------- | ---- | ------------------- | ------------------ | --------------- | ----- | -------------------- |
| Medalha de ouro   | 6    | Usain Bolt          | JAM Jamaica        | 0.156           | 19.78 | Recorde da temporada |
| Medalha de prata  | 4    | Andre De Grasse     | CAN Canadá         | 0.141           | 20.02 |                      |
| Medalha de bronze | 7    | Christophe Lemaitre | FRA França         | 0.153           | 20.12 |                      |
| 4                 | 2    | Adam Gemili         | GBR Grã-Bretanha   | 0.178           | 20.12 |                      |
| 5                 | 8    | Churandy Martina    | NED Países Baixos  | 0.148           | 20.13 |                      |
| 6                 | 5    | LaShawn Merritt     | USA Estados Unidos | 0.189           | 20.19 |                      |
| 7                 | 3    | Alonso Edward       | PAN Panamá         | 0.162           | 20.23 |                      |
| 8                 | 1    | Ramil Guliyev       | TUR Turquia        | 0.141           | 20.49 |                      |
|                   |      |                     |                    | Vento: −0.5 m/s |       |                      |

Legenda
| Recorde mundial      | Recorde mundial (World record)               |                       | Recorde africano                      | Recorde africano (African) |                                           | Q | Classificado por posição (Qualified) |
| Recorde olímpico     | Recorde olímpico (Olympic record)            | Recorde da América    | Recorde da América (Americas)         | q                          | Classificado por melhor tempo (Qualified) |   |                                      |
| Melhor marca do ano  | Melhor marca do ano (World leading)          | Recorde asiático      | Recorde asiático (Asian)              | DNS                        | Não largou (Did not start)                |   |                                      |
| Recorde nacional     | Recorde nacional (National record)           | Recorde europeu       | Recorde europeu (European)            | DNF                        | Não terminou (Did not finish)             |   |                                      |
| Recorde pessoal      | Recorde pessoal do atleta (Personal best)    | Recorde da Oceania    | Recorde da Oceania (Oceania)          | DSQ / DQ                   | Desclassificado (Disqualified)            |   |                                      |
| Recorde da temporada | Recorde da temporada do atleta (Season best) | Recorde sul-americano | Recorde sul-americano (South America) | NM                         | Sem marca (No mark)                       |   |                                      |